# Horní Hoštice

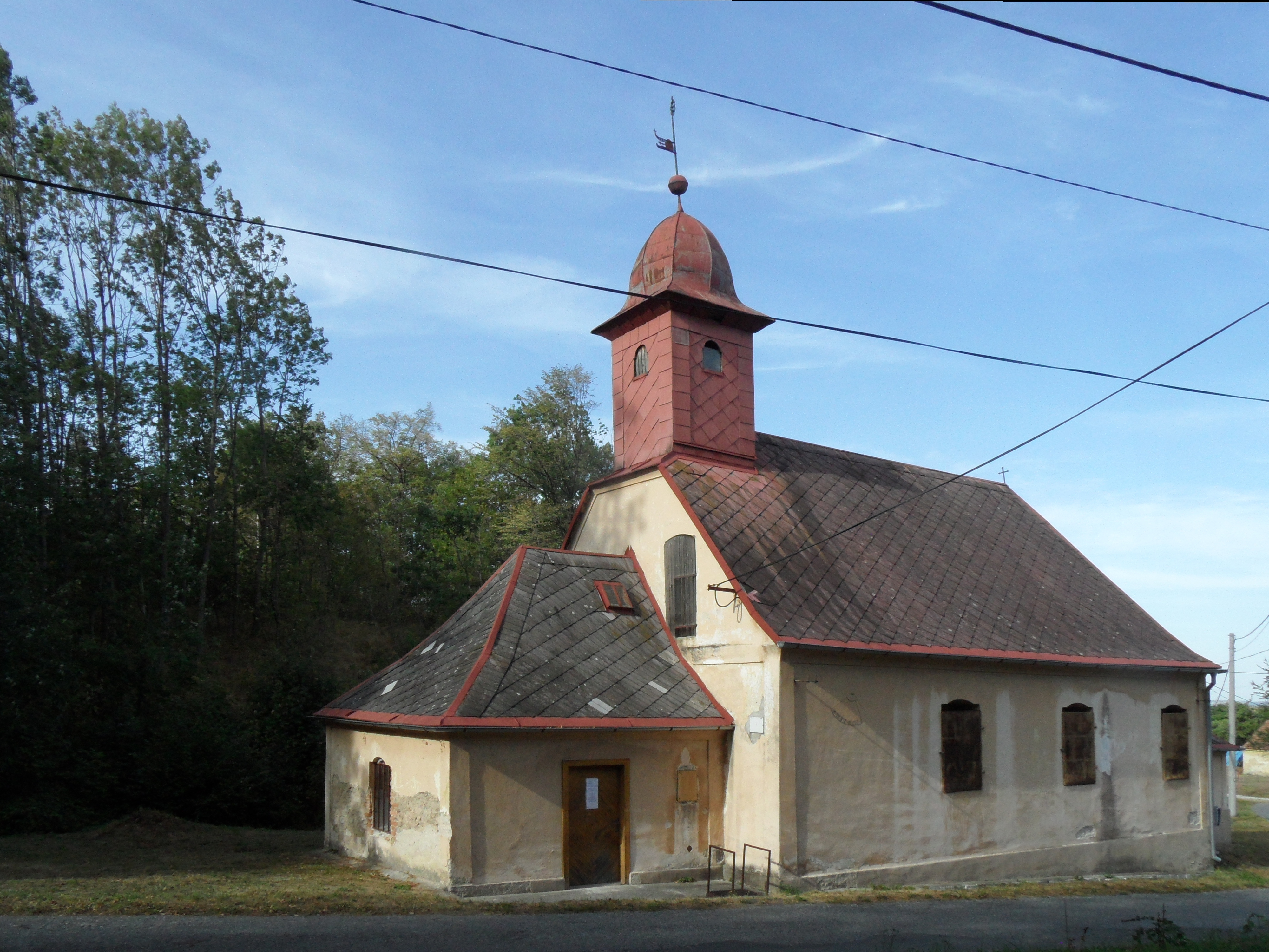
Kirche des hl. Johannes von Nepomuk

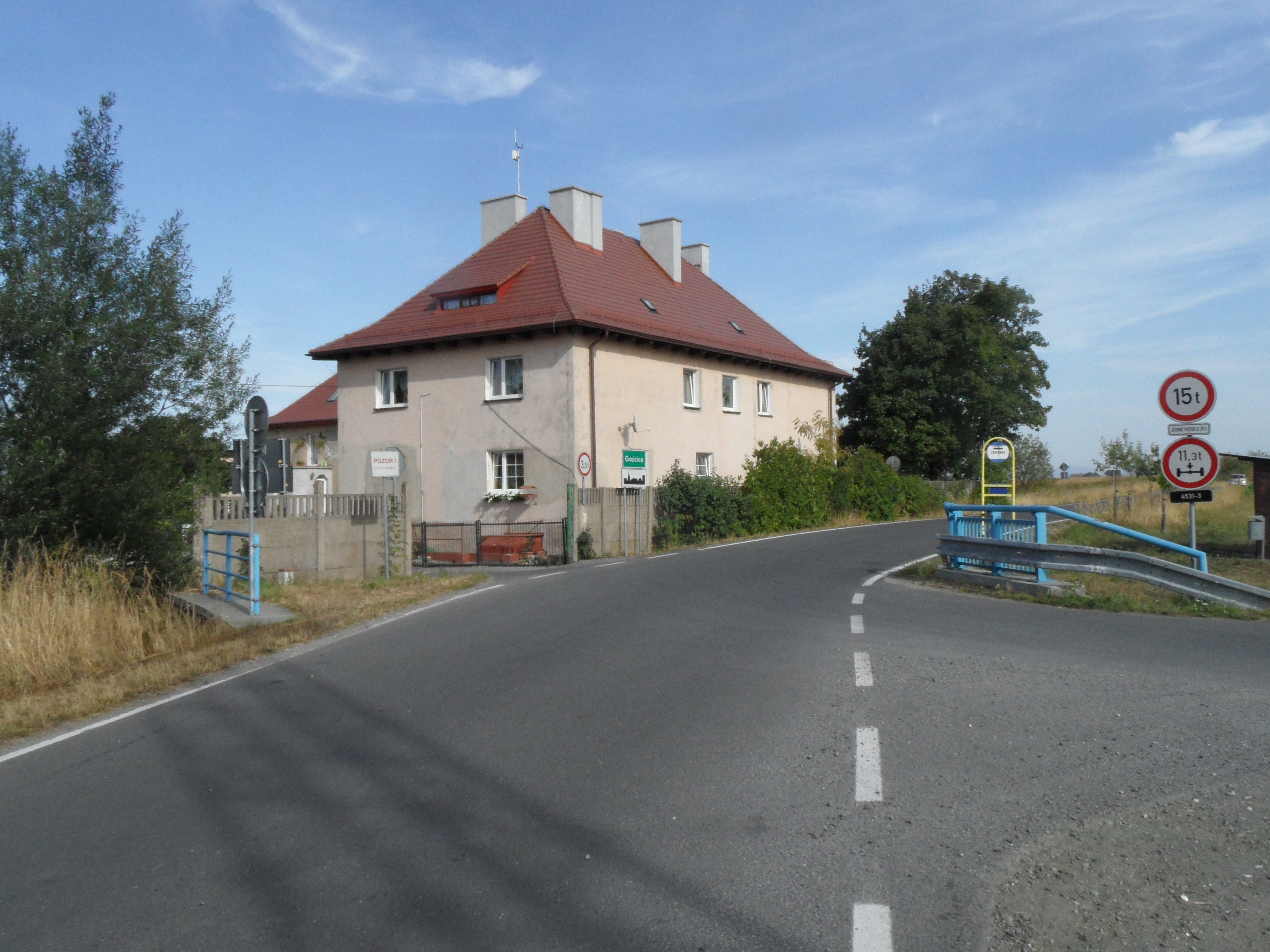
Staatsgrenze zu Gościce

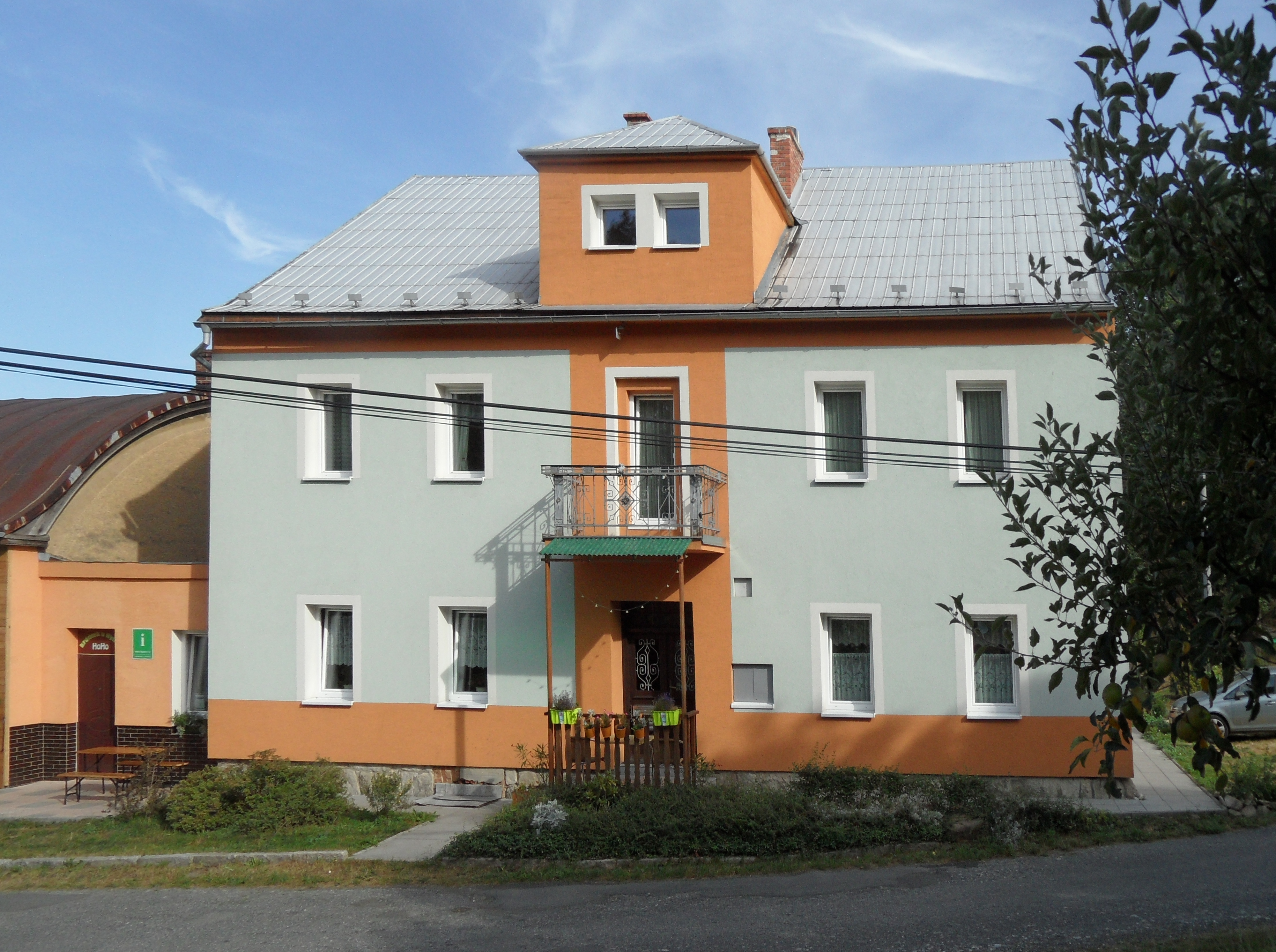
Information und Dorfladen

Horní Hoštice (deutsch Ober Gostitz, polnisch Gościce Górne) ist ein Ortsteil der Stadt Javorník in Tschechien. Er liegt viereinhalb Kilometer nordwestlich von Javorník an der polnischen Grenze und gehört zum Okres Jeseník.

## Geographie
Horní Hoštice erstreckt sich am Fuße des Reichensteiner Gebirges (Rychlebské hory) im Tal des Baches Hornohoštický potok (Gostitzer Wasser). Nördlich des Dorfes liegt das Tal des Panský potok/Wierzbica (Lauterbach), im Osten das des Hoštický potok/Tarnawka (Gosbach). Im Südosten erhebt sich der Spálený kopec (397 m n.m.), südlich der Pěnkavčí vrch (Finkenkoppe, 618 m n.m.), im Südwesten der Vysoký kámen (Hoher Stein, 691 m n.m.) sowie westlich der Dřinovy vrch (Habichtstein, 489 m n.m.) und der U Šesti lip (Ritscheberg, 562 m n.m.).
Nachbarorte sind Kamienica im Norden, Gościce im Nordosten, Lisie Kąty im Osten, Bílý Potok im Südosten, Travná im Süden, Wrzosówka und Růženec im Südwesten, Hundorf im Westen sowie Kamenička im Nordwesten.

## Geschichte
Das Dorf entstand wahrscheinlich im 13. Jahrhundert als großes Waldhufendorf und gehörte ab 1290 zum Fürstentum Neisse, in dem Breslauer Bischöfe neben der geistlichen auch die weltliche Macht ausübten. Es erstreckte sich von Nordost nach Südwest entlang des Tarnow-Baches, der zunächst als Tarnau, dann Gos bezeichnet wurde; das Oberdorf folgte in der Talmulde eines linken Zuflusses. Urkundlich erwähnt wurde „Gostzeczna“ erstmals um 1295 im Breslauer Zehntregister Liber fundationis episcopatus Vratislaviensis. Damals bestand das Dorf aus 27 Häusern, einer reich ausgestatteten Vogtei, einer Schänke und einer Mühle. 1342 war es zusammen mit dem Fürstentum Neisse unter Bischof Preczlaw von Pogarell als ein Lehen an die Krone Böhmen gelangt, die ab 1526 die Habsburger innehatten. Seit 1390 ist eine Kirche nachweislich; es wird angenommen, dass sie bereits zusammen mit dem Dorf errichtet worden ist. Die Schreibweise „Gostitz“ ist für das Jahr 1425 belegt. Im Jahre 1542 verkaufte das Bistum die Vogtei mit zwei Höfen und Wäldern an die Stadt Patschkau, die eine Zeitlang Eisenerzbergbau betrieb und an der Gos einen Eisenhammer anlegen ließ. Die Stadt Patschkau verband ihren Gutsbesitz in Gostitz mit dem Pfandgut Kamitz-Überschar. Im Dreißigjährigen Krieg verwüsteten 1641/42 schwedische Truppen den Ort fast gänzlich. Gostitz wurde bald wieder aufgebaut; die Stadt Patschkau vergrößerte in der Folgezeit ihren Besitz immer mehr und hielt schließlich den größten Teil des Oberdorfes sowie das Hundorfer Waldgut.
Bei der Teilung des Fürstentums Neisse wurde Gostitz 1742 nach dem Vorfrieden von Breslau entlang der das Dorf durchschneidenden Handelsstraße von Johannisberg nach Weißwasser geteilt. Der größere Teil von Gostitz mit dem unteren Hof, der Kirche St. Nikolaus, der Pfarrei und der Schule fiel an Preußen; bei Österreich verblieb das Oberdorf mit dem oberen Hof. Der Patschkauer Gutsbesitz wurde fortan in der Troppauer Landtafel als rittermäßiger Besitz der Patschkauer Kämmerei geführt und später von der Herrschaft Weißwasser verwaltet; der bischöfliche Anteil gehörte zum Johannisberger Amt. Vor 1820 wurde in Ober-Gostitz eine Dorfschule eingerichtet. 1832 erfolgte die Weihe der Kirche unter dem Patrozinium Johannes Nepomuk.
Im Jahre 1836 bestand das oberhalb der von Johannisberg nach Weißwasser führenden und die preußischen Grenze bildenden Kommerzialstraße gelegene Dorf Ober-Gostitz aus 98 Häusern, in denen 645 deutschsprachige Personen, darunter zwei Ganzhüfner, vier Halbhüfner, acht Viertelhüfner und 24 Häusler lebten. Im Ort gab es eine Scholtisei, eine Schule und eine Mahlmühle. Haupterwerbsquellen waren der Ackerbau und der Tagelohn. Der weitaus größte Teil der Gemarkung bestand aus Wäldern (2413 Joch). Pfarrort war Markt Weißwasser. Die Einwohnerzahl sank seit dieser Zeit stetig. Im Jahre 1848 beteiligten sich Bewohner des Dorfes am Aufstand der Weißwasseraner Untertanen gegen die Grafen d'Ambly. Bis zur Mitte des 19. Jahrhunderts blieb Ober-Gostitz anteilig dem Bistum Breslau bzw. der Patschkauer Kämmerei untertänig. 
Nach der Aufhebung der Patrimonialherrschaften bildete Ober-Gostitz / Horne Hoštice ab 1849 einen Ortsteil der Gemeinde Weißbach im Gerichtsbezirk Jauernig. 1869 löste sich Ober-Gostitz von Weißbach los und bildete mit dem Ortsteil Hundorf eine Gemeinde zum Bezirk Freiwaldau. Zu dieser Zeit hatte die Gemeinde 567 Einwohner und bestand aus 98 Häusern. Der tschechische Ortsname wurde zum Ende des 19. Jahrhunderts in Horní Hoštice geändert. 
Im Jahre 1900 lebten in Obergostitz 433 Personen, 1910 waren es 423. Von der Bodenreform nach der Gründung der Tschechoslowakei blieb der 1986 ha umfassende Grundbesitz der Stadt Patschkau, von dem 1811 ha Wäldern umfassten, die in drei Forstrevieren und einem Forstamt bei Ober Gostitz verwaltet wurden, unberührt. Beim Zensus von 1921 lebten in den 106 Häusern der Gemeinde 404 Menschen, darunter 351 Deutsche und vier Tschechen. 1930 bestand Ober Gostitz aus 99 Häusern und hatte 394 Einwohner, 1939 waren es 375.
Nach dem Münchner Abkommen wurde die Gemeinde 1938 dem Deutschen Reich zugesprochen und gehörte bis 1945 zum Landkreis Freiwaldau. Nach dem Ende des Zweiten Weltkrieges 1945 kam Horní Hoštice zur Tschechoslowakei zurück; die meisten der deutschsprachigen Bewohner wurden 1945/46 vertrieben. Die Neubesiedlung gelang wegen der abgelegenen Lage nur mäßig. Der bis zur Borůvková hora / Borówkowa (Heidelkoppe) reichende Waldbesitz, der zu dieser Zeit bereits unter polnischer Verwaltung stehenden Stadt Paczków wurde vom tschechoslowakischen Staat trotz polnischer Proteste auf der Grundlage der Beneš-Dekrete als deutsches Eigentum konfisziert und zunächst als separates Forstgut bewirtschaftet. Die polnisch-tschechoslowakischen Verhandlungen über eine Grenzkorrektur bei Słone, wo die Stadt Náchod eine Fläche von ca. 50 ha forderte, nutzte 1947 die Stadt Paczków, um ihre Ansprüche auf die Wälder im Reichensteiner Gebirge zu erneuern. Die ehemals Patschkauer Wälder wurden 1948 verstaatlicht. 1949 erklärten beide Staaten den Verzicht auf gegenseitige Besitzansprüche, zuvor hatte bereits das polnische Forstministerium den Waldbesitz im Ausland als unvorteilhaft erklärt. 1950 hatte das Dorf nur noch 238 Einwohner. Die Schule in Horní Hoštice wurde in dieser Zeit geschlossen. Ein Großteil der Häuser wurde in den 1950er Jahren abgerissen; die Ansiedlung Hundorf aufgelassen. Da in Horní Hoštice die Gründung einer JZD nicht zustande kam, wurden die zur Verfügung stehenden bäuerlichen Flächen dem Staatsgut Javorník zugeschlagen. Bei der Gebietsreform von 1960 wurde der Okres Jeseník aufgehoben und Horní Hoštice in den Okres Šumperk eingegliedert. 1963 erfolgte die Eingemeindung nach Bílý Potok, seit 1976 ist Horní Hoštice ein Ortsteil von Javorník. Seit 1996 gehört Horní Hoštice wieder zum Okres Jeseník. Beim Zensus von 2001 lebten in den 42 Häusern des Dorfes 114 Personen.

## Ortsgliederung
Der Ortsteil Horní Hoštice besteht aus den Grundsiedlungseinheiten Horní Hoštice und Hundorf, die auch Katastralbezirke bilden.

## Sehenswürdigkeiten
- Klassizistische Kirche des hl. Johannes von Nepomuk, geweiht 1832. Der Bau ist seit 1789 als Kapelle des hl. Johannes Sarkander nachweislich. Hinter der Kirche befindet sich ein steinernes Gedenkkreuz für den Breslauer Domprälaten Johann Wache.
- Frühbarocke Kapelle an der Straße nach Bílý Potok
- Schwedenkreuz am Platz Sedm křížů im Grund Komáří dolinka, südlich des Dorfes

## Söhne und Töchter des Ortes
- Johann Wache (1824–1905), Olmützer Domprälat